# Boissy-Fresnoy
Boissy-Fresnoy é uma comuna francesa na região administrativa de Altos da França, no departamento de Oise. Estende-se por uma área de 15,87 km². Em 2010 a comuna tinha 997 habitantes (densidade: 62,8 hab./km²).